# Jerald Honeycutt
Jerald Honeycutt, né le 20 octobre 1974, à Shreveport, en Louisiane, est un ancien joueur américain de basket-ball. Il évolue au poste d'ailier fort. 

## Palmarès
- McDonald's All American 1993
- All-CBA First Team 2003